# باشگاه فوتبال استال آلچفسک
باشگاه فوتبال استال آلچفسک (انگلیسی: FC Stal Alchevsk) یک باشگاه فوتبال در شهر آلچفسک اوکراین بود. این باشگاه در لیگ دسته اول فوتبال اوکراین بازی می‌کرد. این باشگاه در سال ۱۹۸۳ تأسیس شد و در سال ۲۰۱۴ منحل شد. 